# Kakuto Chojin
Kakuto Chojin: Back Alley Brutal è un videogioco picchiaduro sviluppato da Dream Publishing e pubblicato nel 2002 da Microsoft Game Studios per Xbox.

## Modalità di gioco
In Kakuto Chojin sono presenti 12 personaggi giocanti che possono affrontarsi in diverse modalità di gioco, sia in singolo che in multigiocatore. Non è prevista una modalità di gioco via rete.

## Sviluppo
Kakuto Chojin è stato presentato al Tokyo Game Show 2001 come una tech demo per Xbox dal titolo Project K-X. Nel progetto erano coinvolti Ishii Seichi e altri sviluppatori di DreamFactory, creatori dei picchiaduro Tobal No. 1 e The Bouncer.

## Accoglienza
GameSpy ha criticato il gioco ritenendolo deludente, nonostante il titolo avesse potenziale come demo. Parere analogo da parte di AllGame, che fa notare come i modelli dei personaggi ricordino le serie Dead or Alive, Tekken e Virtua Fighter, oltre che il film Fight Club.
Kakuto Chojin è stato ritirato dal mercato in seguito alle proteste dell'Arabia Saudita per via della presenza di materiale tratto dal Corano.